# Eodorcadion maurum katharinae
Eodorcadion maurum katharinae es una subespecie de escarabajo longicornio del género Eodorcadion, categorizada en la tribu Dorcadionini, de la subfamilia Lamiinae. Fue descrita por Reitter en 1898.

## Descripción
Mide 14,6-25,5 mm de longitud.

## Distribución
Se distribuye por Mongolia y Rusia.